# Georg Lörner
Georg Nikolaus Lörner (Munique, 18 de fevereiro de 1899 - Rastatt, 21 de abril de 1959) foi um Gruppenführer SS e tenente-general das Waffen-SS, chefe-adjunto sob Oswald Pohl da SS-Wirtschafts-Verwaltungshauptamt (WVHA).

## Julgamento
Loerner foi réu com seu irmão Hans Lörner no Processo Pohl. Julgado culpado, foi condenado à pena de morte, comutada depois para 15 anos de prisão. Foi libertado da prisão de Landsberg em 31 de março de 1954. Seu irmão foi condenado a 10 anos de prisão, libertado em 1951.